# Авенида Санта-Фе
Проспект (авенида) Санта-Фе — одна из основных магистралей в Буэнос-Айресе, Аргентина. Названа в честь одноимённой провинции в Аргентине. Включает в себя окрестности районов Ретиро, Реколета и Палермо, считаясь одной из главных торговых улиц города, из-за чего местные дали ей псевдоним «Аллея моды». Проспект Санта-Фе также привлекателен своей архитектурой, напоминающей Париж.

## Расположение
Авенида Санта-Фе начинается от улицы Флорида, недалеко от площади Сан-Мартина, в районе Ретиро и занимает примерно 40 кварталов к северо-западу. Она проходит через район Реколета и заканчивается в районе Палермо, в нескольких кварталах от Puente Pacífico (Тихоокеанского моста) и Regimiento de Patricios, где продолжается под названием Авенида Кабилдо.
С 1967 по 2010 годы улица была односторонней и транспорт двигался с запада на восток. С 27 апреля 2010 года Авенида Санта-Фе стала улицей с двухсторонним движением между улицами Хорхе Л. Борхес и Томаш М. де Анхорена, с появлением новых автобусных маршрутов, работающих на этом проспекте. 26 января 2011 года двухстороннее движение было продлено до улицы Свободы, а 2 февраля того же года продлено до улицы Флорида. Кроме того на протяжении большей части улицы проходит линия D метрополитена Буэнос-Айреса.
Существует Ассоциация друзей Авенида Санта-Фе, пытающихся работать с планированием проспекта. Празднование прихода весны на улице Авенида Санта-Фе уже стало традицией.

## История

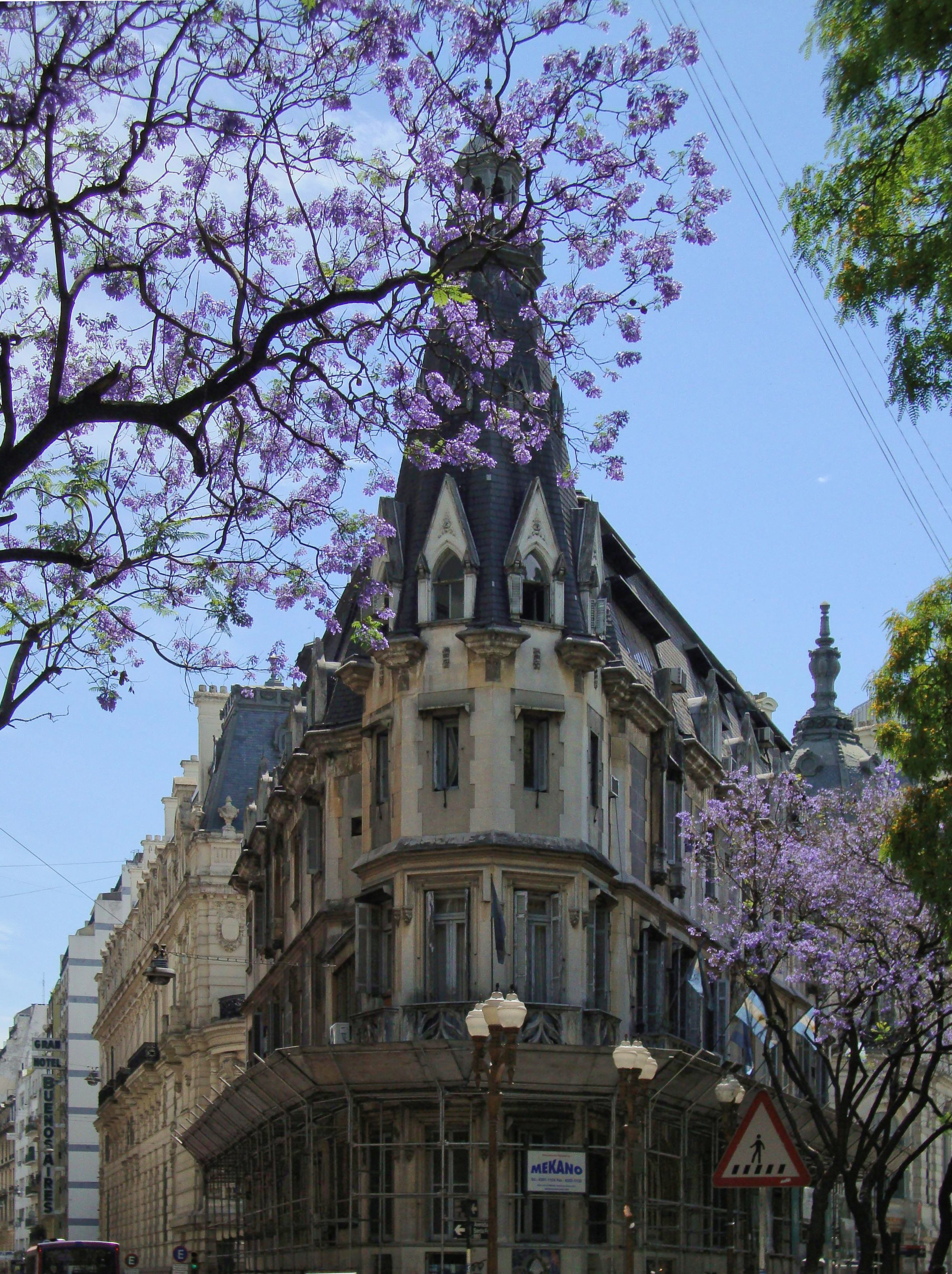
Паласио Хаэдо, дом № 690

Хуан де Гарай в 1580 году установил границы города Буэнос-Айрес: С востока до Рио-де-ла-Плата (Авенида Пасео Колон - Авенида Леандро Н. Алем), с запада (от угла современных улиц Сальта и Свободы, далее по сегодняшней Авенида Индепенденсия и далее на север до современной улицы Viamonte. Гарай также распределил эти земли ставшие севером и югом нового центра города. В северной части города,  существовали дороги которые тогда называли "Дорога Санта-Фе" или "Дорога дель Байо" этим названием именовали современные проспекты Авенида дель Либертадор, Авенида Хенераль Лас-Херас, Авенида Санта-Фе, Авенида Луис Мария Кампос и новую улицу Либертадор, которая проходит в муниципалитете Висенте Лопес.
Тем не менее, такое название как "Camino del Bajo" (Низкая дорога) не было известно очень хорошо, и многие знали их под различными названиями: “Camino del Tejar”(Дорога дель Тейяр), "Camino de las Lomas" (Дорога холмов) или "Camino del Medio" (Средняя дорога). Camino del Bajo состояла из современных проспектов Авенида Санта-Фе, Авенида Кабилдо, Ла-Пампа, Авенида Рикардо Балбин и Авенида Бартоломе Митре. Впоследствии появилась "Camino del Norte" (Северная дорога) или "Nuevo Camino del Alto" как продолжение улицы Санта-Фе в муниципалитет Сан-Фернандо, участками которой в настоящее время являются части проспектов Авенида Санта-Фе и Авенида Кабильдо (столица), Авенида Майпу (Висенте Лопес), Санта-Фе и Сентенарио (Сан-Исидро) и Президент Перон (Сан-Фернандо). Тем не менее, это заняло много лет, создание этих новых маршрутов, потому что после основания города Бельграно (1855), продолжение современного проспекта Авенида Кабильдо за пределами городской территории было потеряно.

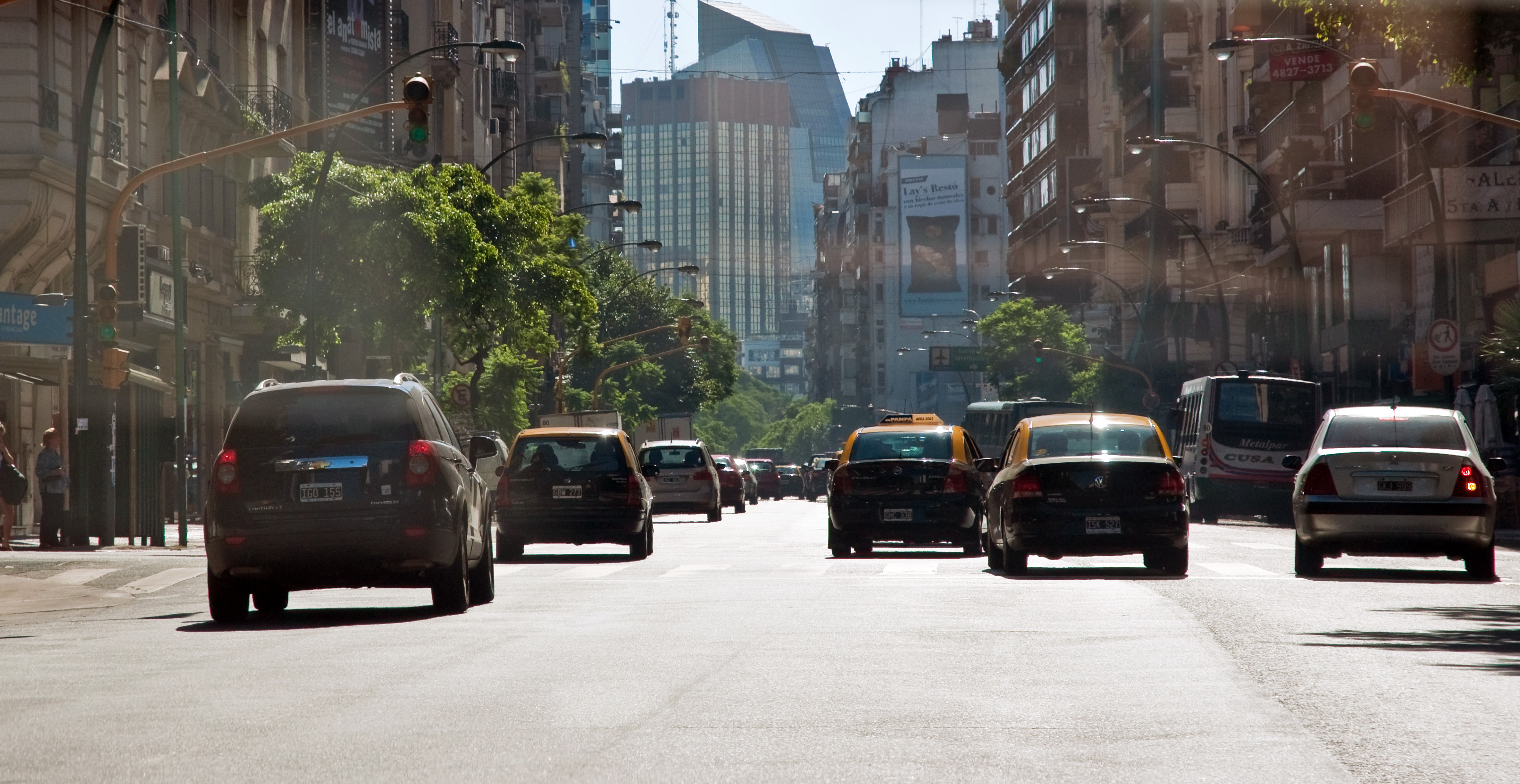
Авенида Санта-Фе.

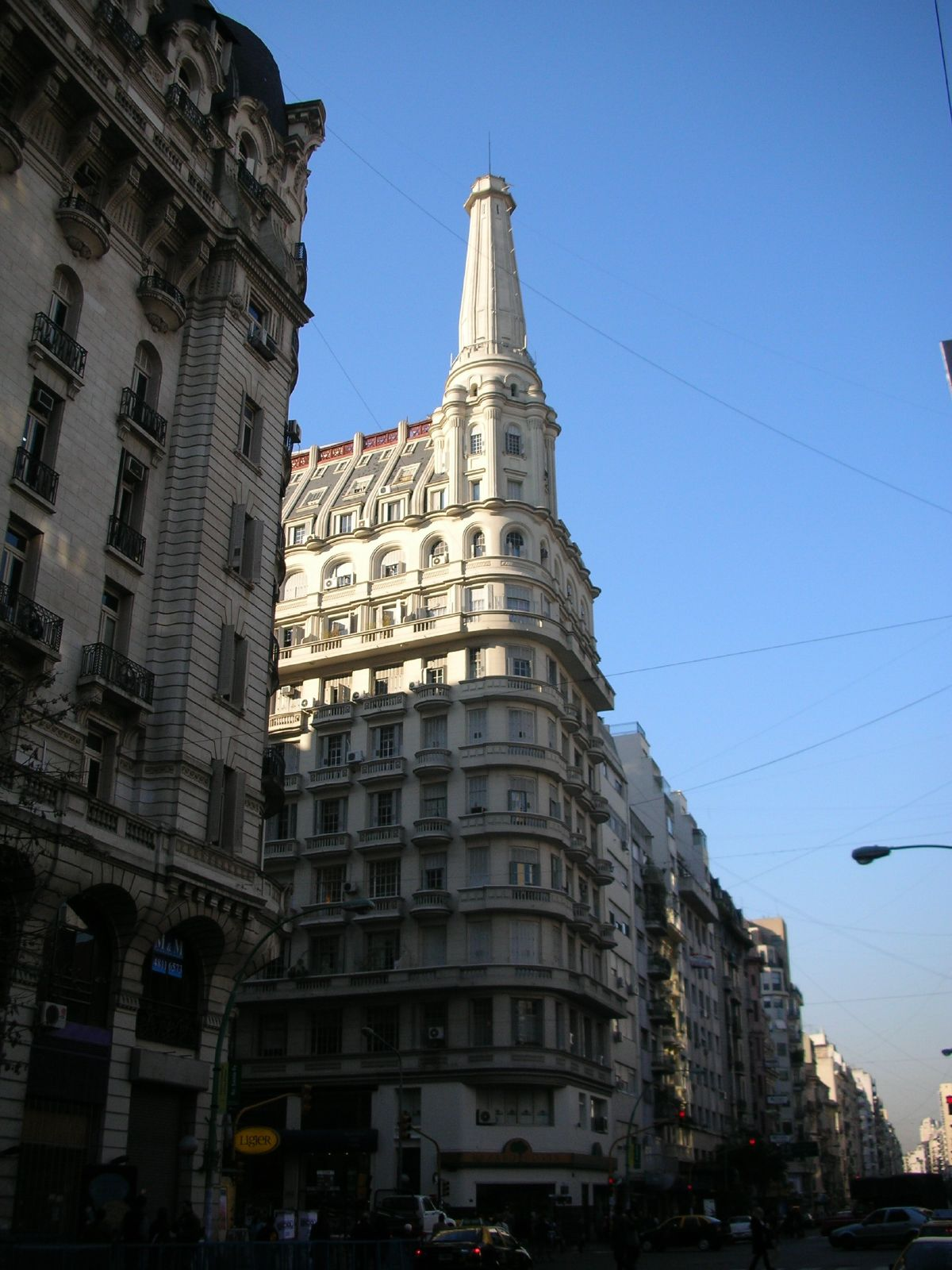
Восточная сторона Санта-Фе, после проспекта Кальяо.

Впервые улица появилась в колониальном Буэнос-Айресе под названием San Gregorio в 1774 году, во время расцвета северной части портовой города. После серии неудачных британских вторжений в Рио-де-ла-Плата в 1806 году, она была переименована в честь одного из героев сражения — Pío Rodríguez. Декларация независимости от испанской империи в 1810-м побудила городские власти переименовать её в Calle Estrecha («Узкая улица»). Губернатор провинции Буэнос-Айрес, Мартин Родригес, расширил улицу в 1822 году, после чего уже Бернардино Ривадавия, первый президент Аргентины, переименовал её в Авенида Санта-Фе («проспект Санта-Фе»).
Президент Бернардино Ривадавия приказал расширить улицу в центре города, от Авенида Кальяо до площади Сан-Мартин.
Открытие в 1874 году Парка Трес-де-Фебреро, более известного как "Bosques de Palermo", обеспечивало движение транспорта по Авенида Санта-Фе, которая тогда заканчивалась у ворот в парка, где в 1898 году появилась современная Площадь Италии, с памятником Джузеппе Гарибальди построенного на деньги итальянцев. Открытие La Rural (ежегодной выставки Sociedad Rural Argentina), Зоопарка и Ботанического сада в конце девятнадцатого века, увеличило посещение района Палермо, увеличилось также и движение по Авенида Санта-Фе. Для проведения выставки Centennial в 1910 году, была выбрана La Rural что также увеличило движение по Авенида Санта-Фе.
Особенно часто посещались площадь Италии и парки, началось формирование области, используемой, для строительства больших резиденций во французском стиле. По адресу Авенида Санта-Фе 3240 находилась резиденция, где жил и умер в 1912 году президент Роке Саэнс Пенья. Это был французский дворец с центральным входом на проспект и садом, который выходил на улицу Гуэмес, но был снесён в 1950-х годах, как почти все дома аристократии в этом районе.
Только постановление главы города в декабре 1904 года  регулирует расширение улицы Авенида Санта-Фе, в том месте, что сложилось в участке от улицы Свободы до улицы Эсмеральда в 1913 году, и также от Авенида Кальяо до улицы Свободы в 1930-х годах. Здания на Авенида Санта-Фе, построенные в те годы, особенно в центральной части улицы от Авенида Кальяо до площади Сан-Мартин, отличались потрясающим Европейским стилем. В последующие десятилетия, строительство высотных зданий продолжилось далее на север, где жили люди как высокого достатка, так и среднего класса которые выбирали жильё подальше от центра к периферии, выбрав районы Палермо, Бельграно и Нуньес.
В начале XX века на проспектах Авенида Санта-Фе и Авенида Кальяо уже открылись кинотеатры, где преуспели Gran Splendid, Cine Capitol, а позже Cine América и Atlas Santa Fe. В 2011 году он закрылся последний из них, не в состоянии конкурировать с новыми торговыми центрами просуществовав почти 90 лет. Начало строительства торговых центров стал конец XX века, один из самых стабильных торговых центров в Буэнос-Айресе, в том, открытый в 1990 году торговый центр Alto Palermo, построенный в районе ранее существовавшей пивоварни Палермо.

## Сегодня
|  |  |  |  |

В 2001 разразился конституционный кризис затруднивший торговлю проспекте Авенида Санта-Фе, но в начале 2003 года, наряду с восстановлением экономики Аргентины, ситуация быстро восстановилась. Сначала правительство города организовало воскресные магазины, организованные в 2003 году по программе развития для различных торговых центров города, но сам рынок стал развиваться что привело к открытию ранее  закрытых магазинов, помещения которых пустовали. В начале 2006 года, стоимость аренды коммерческой недвижимости на Авенида Санта-Фе составляло между 60 и 65 долларов за м2. В конце 2007 года, стоимость  квадратного метра жилья в районе площади Сан-Мартин стоило примерно 2500 долларов США за м2. Диапазон цен составляет от 1200 может до 2500 $.
В начале 2013 года, розничные продажи упали на 6,4% в Буэнос-Айресе, из-за инфляции и ограничений для покупки и продажи долларов в Аргентине; в то время как занятость в секторе перестала расти с конца 2012 года, и также падение на 30% продаж в магазинах на Авенида Санта-Фе.

## Путешествуя по улице

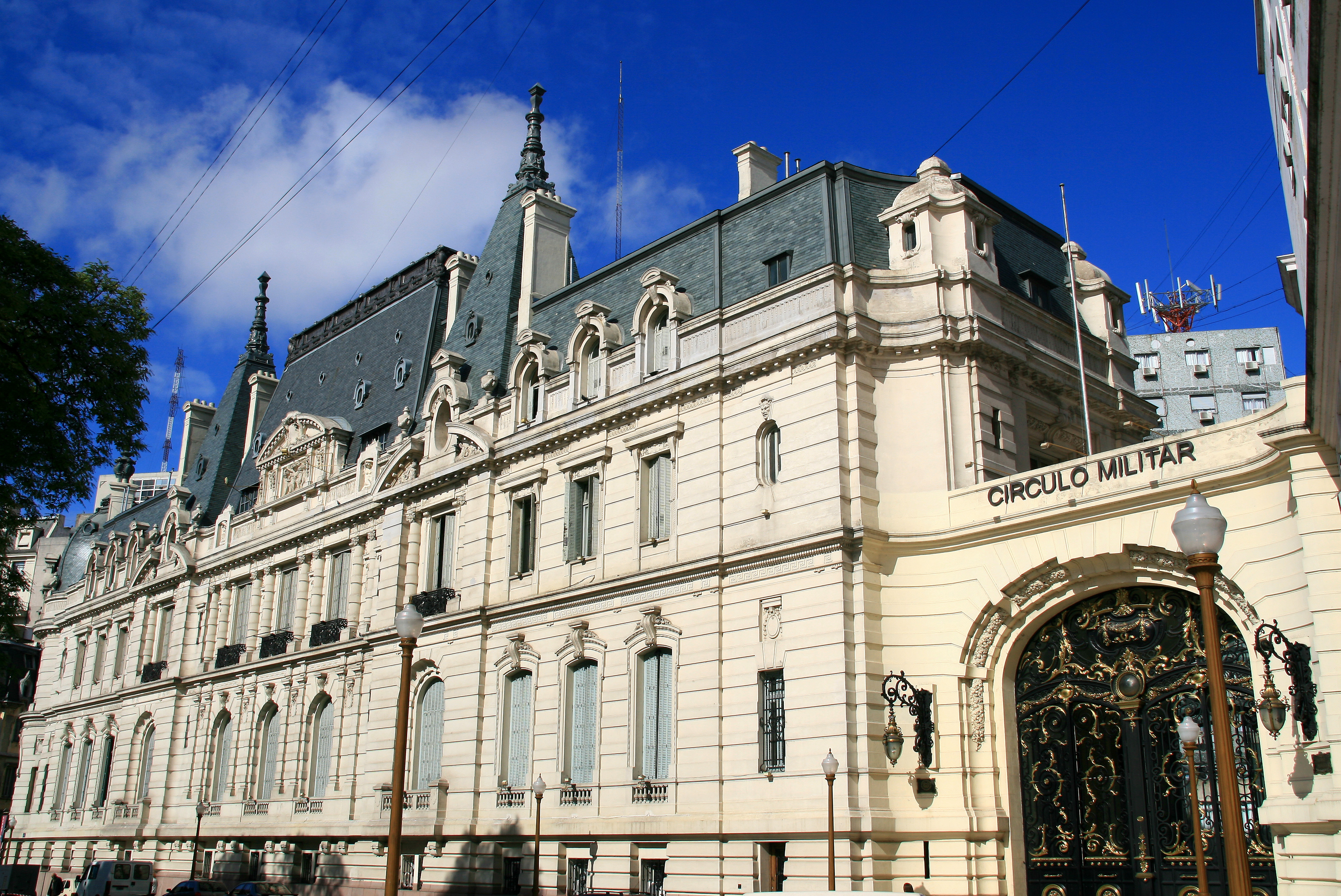
Паласио Пас

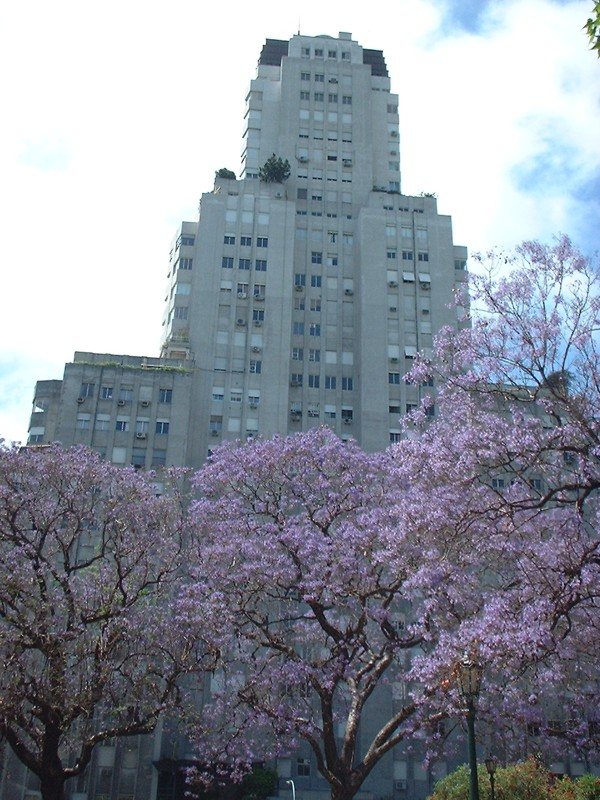
Edificio Kavanagh, вид на площадь Сан-Мартина.

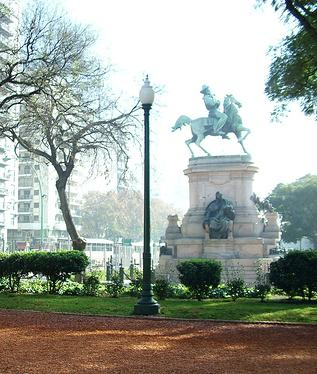
Памятник Джузеппе Гарибальди на Площади Италии.

### Ретиро
Авенида Санта-Фе начинает своё путешествие на север от площади Сан-Мартин, одного из первых парков, в Буэнос-Айресе, с 1860 года она называлась Марсовым полем где проходили обучение гренадеры генерала Сан-Мартина, а до этого называлась Пласа де Торос.
В первом квартале, Авениды Санта-Фе находится Паласио Хаэдо, в настоящее время штаб-квартира администрации национальных парков, и Паласио Пас, открытый в 1912 году, в котором в настоящее время располагается штаб-квартира Военного кружка.
Обогнув Площадь Сан-Мартина улица проходит следуя шахматной сетке улиц в центре города Буэнос-Айреса. В этом первом квадрате в 250 метрах от проспекта Авенида 9 июля, находится несколько жилых зданий во французском стиле, построенные в начале XX века. Особенно выделяются отель Crillon (1947) и Торре Brunetta (1962), одни из первых офисных зданий построенных в современном стиле и полностью застеклённых.
После пересечения Авенида 9 июля, начинается один из самых традиционных кварталов Авениды Санта-Фе, вплоть до пересечения с Авенида Кальяо. Это важный коммерческий район, специализирующийся на одежде, который тянется на 15 кварталов, и контрастирует с предыдущими кварталами отсутствием деревьев на тротуарах. В основном это однородная серия жилых зданий, построенных в начале XX века, в стилях академизма, начиная от французского стиля Бозар и итальянского с 1900 года, Ар-деко и рационализма. В контрасте с этим на другой стороне находятся магазины и галереи, Здание Научного общества Аргентины (Sociedad Científica Argentina) в доме № 1145, и впечатляющее здание Каса дель Театро открытое в 1938 году. Рядом расположены галереи и магазины одежды, как “Quinta Avenida” и “Bond Street”; далее церковь Iglesia San Nicolás de Bari в здании номер 1352 и  Начальная школа № 3 "Onésimo Leguizamón", открытая в 1885 году президентом Рока.

### Реколета
На пересечении с Авенида Кальяо находится жилое здание по проекту архитектора Palanti, который также автор знаменитого Паласио Бароло. В этом месте Авениды Санта-Фе находятся деревья платанов, которые опадают осенью, что также вызывает проблемы для людей, страдающих аллергией. Здесь находится Кафе Петит, которое называют  los petiteros. Кроме того здесь традиционный район театров на протяжении XX века: Smart, Grand Splendid и Atlas Santa Fe и el Atlas Callao,  теперь многие из них закрыты. Только Grand Splendid получил вторую жизнь, превратившись в сеть книжных магазинов "El Ateneo Grand Splendid", которая стала знаковой для туристов, посещающих город.
Далее здания в стиле академизма начинают исчезать, заменяясь современными жилыми домами, которые контрастируют отсутствием декора на стенах и характерными белыми балконами, занимающих весь фронт. На углу с улицей Azcuénaga, находится филиал Национального банка. От перекрёстка с Авенида Пуэйрредон начинается Линия D метрополитена Буэнос-Айреса.

### Палермо

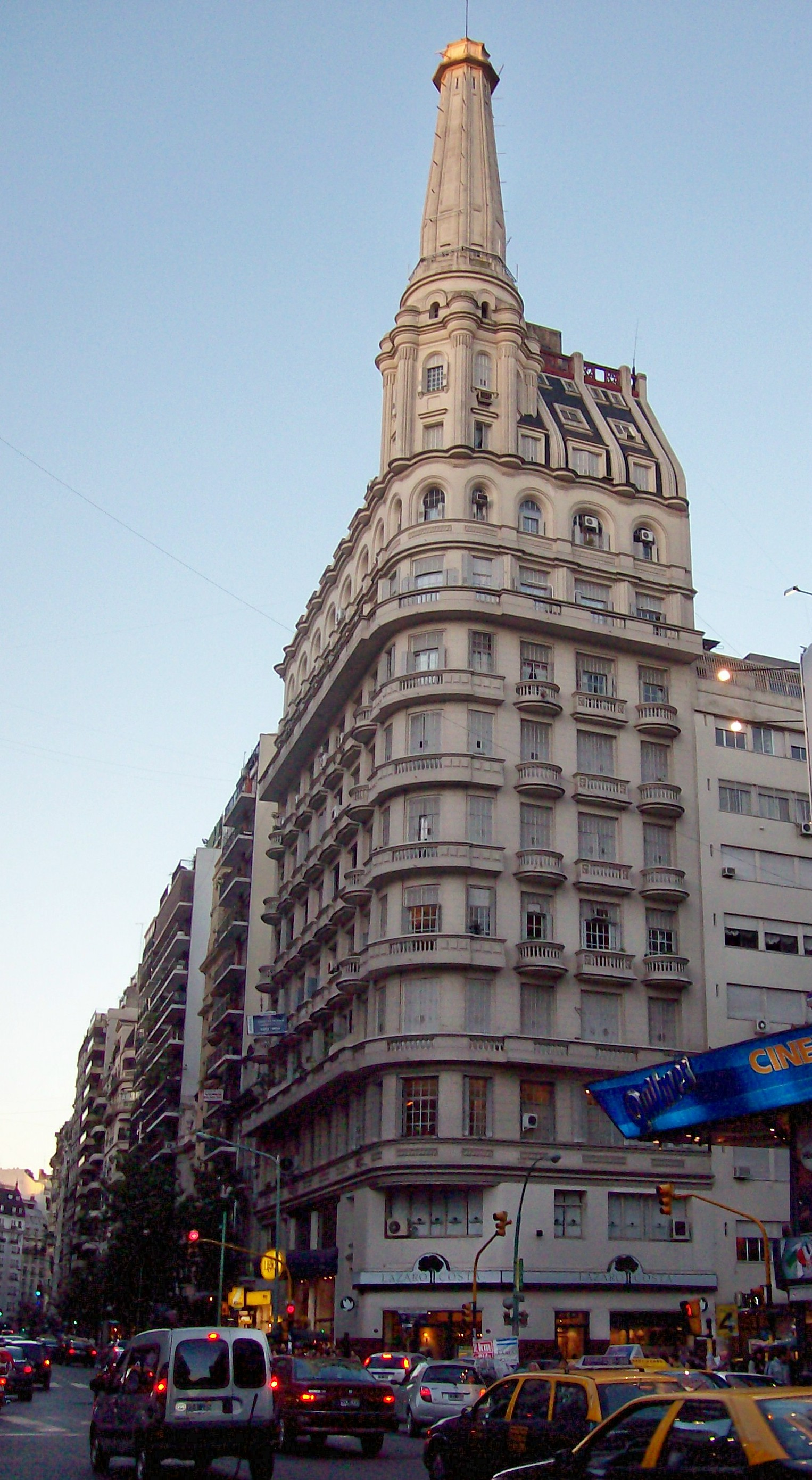
Перекрёсток Авениды Кальяо и Авениды Санта-Фе

В район Палермо проспект входит на пересечении с Авенида Коронель Диас, традиционной жилой и коммерческой артерией высшего класса города. В нескольких метрах отсюда находится торговый центр Alto Palermo, открыт в 1990 году и является важным центром торговли по всей окрестности.
На этом участке Санта-Фе продолжается роща платанов, и здесь увеличивается плотность застройки жилых зданий в несколько этажей. После пересечения с Авенида Скалабрини Ортис несколько кварталов занимает Ботанический сад, пока Вы не достигнете Площади Италии, где находится статуя Гарибальди. На перекрёстке с Авенида Сармьенто расположен зоопарк и La Rural (Буэнос-Айресский Экспоцентр). Это один из самых важных транспортных узлов Буэнос-Айреса, где проходит несколько автобусных линий в совокупности направлений по всему городу и пригороду, а также Линия метро D.
От площади Италии, расположен коммерческий район более низкой категории, далее железнодорожный вокзал Палермо, расположенный на пересечении с Авенида Хуан Б. Хусто.
Отсюда в нескольких кварталах расположен Regimiento de Patricios, на пересечении с Авенида Луис Мария Кампос, по достижении виадука Карранса, Авенида Санта-Фе становится Авенидой Кабилдо и идёт вдоль железнодорожной дороги Mitre, где находится железнодорожная станция Министро Карранса.